# Вершинин, Рафаил Степанович
Рафаил Степанович Вершинин (30 октября 1931, Русский Кукмор, Марийская АССР — 28 апреля 2006) — советский хоровой дирижёр, народный артист РСФСР.

## Биография
Рафаил Степанович Вершинин родился 30 октября 1931 года в деревне Русский Кукмор Марийской АССР. В 1955 году окончил Институт военных дирижёров в Москве (педагог Г. Я. Юдин)
С 1956 года был дирижёром военных оркестров и ансамблей песни и пляски Советской Армии, в том числе в 1970-х годах — Ансамбля песни и пляски СГВ в Польше. В 1976—1985 годах служил начальником и художественным руководителем Ансамбля песни и пляски Министерства внутренних дел СССР.
Член КПСС с 1955 года.
Умер 28 апреля 2006 года, похоронен на Перепечинском кладбище в Московской области.

## Награды и премии
- Заслуженный деятель искусств УССР (1969)
- Народный артист РСФСР (1980).